# かまくら春秋社
かまくら春秋社（かまくらしゅんじゅうしゃ）は1970年に創業した神奈川県鎌倉市の出版社である。月刊タウン誌『かまくら春秋』、季刊誌『星座』、季刊文芸雑誌『詩とファンタジー』などを定期刊行する。「鎌倉叢書」やその他の単行本などの書籍も刊行し、自費出版もあつかう。小規模な出版社ながら鎌倉文士との人脈を活かした出版により読者を広げている。拠点は鎌倉市のみだが地方・小出版流通センターを通じて日本全国への販路を持つ。首都圏出版人懇談会の創設時メンバーで加盟社。鎌倉市観光協会会員。鎌倉市広報メディアセンター登録社。
1970年4月、月刊誌『かまくら春秋』創刊とともに伊藤玄二郎によって創業。それまで河出書房に編集者として勤務していた伊藤と親交のあった作家里見弴のすすめが創業のきっかけ。1972年からは書籍出版も手がける。1973年11月に法人として設立され、12月に『かまくら春秋』の第三種郵便物認可を受けた。2007年に鎌倉市小町に本社ビルを建てた。
1970年からの節目ごとに創立・創刊を記念する会を催し、2012年1月には『かまくら春秋』創刊500号を記念して鎌倉芸術館で記念展示会を開催した。

## 定期刊行物

### 『かまくら春秋』
月刊誌『かまくら春秋』は1970年にかまくら春秋社が創業と同時に創刊したタウン誌である。随筆や小説を主に掲載し、鎌倉・藤沢・逗子・葉山の湘南一帯にまつわる話題を扱う:201:263。1989年に第5回NTTタウン誌大賞3誌の1つに選ばれた:263。毎月1日の発売で、公称発行部数は3万部。実売部数は創刊当初は1万2千部、2009年には3万部を超える。判型はB6判、ページ数はおよそ100ページ、価格は290円:201。30代以上から中高年の世代を主な対象読者にしている:267。小林秀雄、里見弴、堀口大學、田村隆一、永井龍男、永井路子、那須良輔など著名な作家や学者（多くが鎌倉在住）が定期的に寄稿する。

### 『湘南文學』

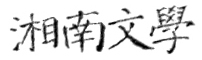
商標権が争われた『湘南文學』の題字

1994年3月にかまくら春秋社は文芸と福祉をテーマとする季刊誌として『湘南文學』を発刊した。同名の雑誌『湘南文學』がかまくら春秋社の制作・発売のもと湘南短期大学（神奈川歯科大学）から1991年より発行されていたが、1993年に制作予算や写真の権利をめぐって両者が対立した結果、分裂し、同大学とかまくら春秋社がそれぞれ独自に発行をはじめたものである。
この対立は裁判に発展し、文芸誌の出版差し止めが求められた点で社会的関心を集めた。神奈川歯科大学による出版で雑誌名の商標権が侵害されたとし、出版差し止めの仮処分を求めてかまくら春秋社が1994年に横浜地裁横須賀支部に提訴したが、棄却された。商標はかまくら春秋社名義で登録されていたものの、登録は『湘南文學』編集代表の指示のもとで同大学刊行物としての同誌での使用を前提として行われ、かまくら春秋社は制作代行を行なっていたにすぎなかったことから、実質的な権利者は同大学だったと1994年8月12日の判決（加藤一隆裁判長）で認められた。かまくら春秋社社長の伊藤玄二郎は同月判決への不満を表明し、自社の『湘南文學』の発行を継続するとした。著作権帰属について1998年に争われた『湘南文學』掲載の写真については、カメラマンが著作権譲渡をした証拠がなく権利の帰属先がどちらとも判定できないとして双方の主張が退けられた。

### 『詩とファンタジー』
『詩とファンタジー』は2007年10月からかまくら春秋社が刊行する季刊の文芸雑誌である:178。主に投稿された詩とイラストで構成されており:178、宇野亜喜良や三木卓が寄稿する。やなせたかしが責任編集を務め:178、2008年に誌内で「やなせたかし賞」を創設した。公称発行部数は3万部:178。判型はA4判、ページ数はおよそ100ページ、価格は1050円:178。

## 発行書籍

### 『花喰鳥』
かまくら春秋社が1984年4月に出版した尼僧高岡智照の自伝。上下巻2冊。1985年、高岡の恋愛相手として描かれた故人の遺族が、作品の内容が一部事実と異なっており名誉毀損にあたると主張した。同年、高岡はその主張が名誉毀損にあたるとして提訴した。かまくら春秋社は遺族らに映画化などを妨害されたとして横浜地裁に訴えたが棄却された。法律的には著作権を根拠にしてどこまで差し止めができるかが注目されたが、著作権で差し止めできるのは著作物の無断利用にかぎられており、仮に妨害行為が実際に行われていたとしても著作権侵害には該当しないと1985年に判示された。遺族側も故人への名誉毀損に対する慰謝料を求めて反訴していたが、1992年、重版の際に記述を一部訂正・削除することなどを条件に和解した。

### 『天国の本屋』
かまくら春秋社が2000年12月に出版した松久淳と田中渉の小説。発売当初はあまり売れなかったが、内容に共感したさわや書店本店の店長伊藤清彦が書店客や各地の書店主らに口コミを通じて広めたことで売上を伸ばし、その現象が朝日新聞や日本テレビ「ズームイン!!SUPER」などに取り上げられたことにより、2003年までに15刷・25万部以上のベストセラーとなった。2002年単行本（フィクション）部門第7位（日本出版販売調べ）。シリーズ作品に『天国の本屋2 うつしいろのゆめ』・『恋火』がある。『天国の本屋』『恋火』の二冊をもとに狗飼恭子と篠原哲雄が脚本化し、「天国の本屋〜恋火」として2004年映画化。ISBN 4774001570。

### 『氷川丸ものがたり』
貨客船・病院船であった氷川丸を題材としてかまくら春秋社社長・伊藤玄二郎がかまくら春秋社で2015年5月に出版した本。住田正一海事史奨励賞受賞。元毎日新聞記者・高橋茂がかまくら春秋社で出版した『氷川丸物語』（1978年）と郵船OB氷川丸研究会の『氷川丸とその時代』（2008年）の改題・加筆・合本。高橋の著書を伊藤が改稿し関係者のインタビューを加筆するなどして再出版した。伊藤は高橋の原稿をできるかぎりとどめるようにしたという。虫プロダクションなどからなる製作委員会によってアニメーション映画化され、氷川丸建造85年にあたる2015年8月に公開された。映画は伊藤の『氷川丸ものがたり』を原作、高橋の『氷川丸物語』を典拠とした。判型B6。ISBN 978-4-7740-0657-4。

## 本社ビル
かまくら春秋社が本社を置くかまくら春秋スクエアは2007年に鎌倉市小町に建設された4階建て、建築面積およそ210平方メートルのビル。かまくら春秋社は4階を使用し、カヤック2階に入居し、2015年までにカヤックがその一部をシェアオフィスとして他社に開放した。
鶴岡八幡宮の近くにあり、津波の際の鎌倉市の一時避難施設の一つとされている。
かまくら春秋社は1992年までに鎌倉市内で事務所を3回移転した。